# Jagdgeschwader 116
Das Jagdgeschwader 116 war ein Verband der Luftwaffe der Wehrmacht im Zweiten Weltkrieg.

## Geschichte
Die I. Gruppe des Jagdgeschwaders 116 wurde als Ausbildungseinheit am 3. September 1944 in Hildesheim (Lage) aus der Flugzeugführerschule B 37 aufgestellt. Ein Geschwaderstab oder weitere Gruppen bestanden nicht. Am 15. Oktober 1944 wurde die I. Gruppe in die II. Gruppe des Jagdgeschwaders 107 umbenannt. Damit hatte das Geschwader aufgehört zu bestehen.